# 十人委員會
十人委員會（Decemviri，單數：decemvir）乃是一個拉丁文的名詞，表示“十人”，它指任何在羅馬共和中的十人的委员会。不同型態的十人委員會，包括法律的制定，具備執政官的統治大權（legibus scribundis consulari imperio），控訴的判決（stlitibus iudicandis），獻祭的實行（sacris faciundis），以及公共土地（agris dandis adsignandis）的分配。

## 十人委員會制定法律罗马執政官|執政官統治大權
在公元前452年，羅馬的平民與貴族同意组成一个十人委员会进行立法，定義羅馬政府的原則；在十人委員會任職的期間，所有其它的長官職務，會被暫時停止，而他們的決定，将不被訴請民意公決。第一个十人委員會在公元前451年成立，完全由貴族組成，并且由当年的两个执政官阿庇乌斯·克劳狄·克拉苏與提圖斯·蓋努奇烏斯·奧古里努斯（Titus Genucius Augurinus）領導。十人委員會中的每一人輪流管理政府一天，而且当天当政的那一个委员就会有刀斧手持著刀斧棍綑儀仗开道。他們對法律的管理是值得作為模範的，而且他們交給百人會議一部有十项条款的法律，并被通過。
十人委員會職務的成功，促成公元前450年第二個十人委員會的任命（只有阿庇烏斯·克勞狄烏斯再次成为十人之一）。这一次，他们在他们前任的法律中增加了两项条款，完成了十二銅表法，这就是在那之后几个世纪中羅馬體制的核心。儘管如此，這個十人委員會的統治，變得越來越暴力與暴虐；每一个十人委員會的成员都有十二个刀斧手扛著'刀斧棍綑儀仗隨侍，甚至是在城內（在羅馬城神聖疆域之內，应该只有執政官與獨裁官有十二个刀斧手隨侍，而且只有獨裁官能夠展示帶有斧頭的刀斧棍綑儀仗）。
當十人委員會的職務任期屆滿之時，十人委員會拒絕去離開職位，或者允許繼承人去接管職位。阿庇乌斯·克劳狄·克拉苏據說曾經作出不公正的決定，它竟然曾經強迫一名名叫維爾吉尼婭的年輕的婦女成為娼妓，促使她的父親去殺死她。這起事件引起了人们反對十人委員會的暴動。公元前449年，十人委員會放弃了他們的職位，正規長官再次执政。 
十人委員會制定法律罗马執政官|執政官統治大權（公元前451年）：
- Appius Claudius Crassus Inregillensis Sabinus，罗马執政官|執政官；
- Titus Genucius Augurinus，罗马執政官|執政官；
- Titus Veturius Crassus Cicurinus；
- Gaius Iulius Iullus；
- Aulus Manlius Vulso；
- Servius Sulpicius Camerinus Cornutus；
- Publius Sestius Capito Vaticanus；
- Publius Curiatius Fistus Trigeminus；
- Titus Romilius Rocus Vaticanus；以及
- Spurius Postumius Albus Regillensis

十人委員會制定法律罗马執政官|執政官統治大權（公元前450 – 449年）：
- Appius Claudius Crassus Inregillensis Sabinus；
- Marcus Cornelius Maluginensis；
- Marcus Sergius Esquilinus；
- Lucius Minucius Esquilinus Augurinus；
- Quintus Fabius Vibulanus；
- Quintus Poetelius Libo Visolus；
- Titus Antonius Merenda；
- Caeso Duillius Longus；
- Spurius Oppius Cornicen；以及
- Manius Rabuleius

## 十人委員會控訴判決
這種型態的十人委員會（也叫做decemviri litibus iudicandis）乃是古代起源（傳統地歸功於國王塞爾維烏斯·圖利烏斯）的民事法庭，主要针对與個人的地位有關的問題。它原來在裁判官的主持下，作為陪審委員團作出裁決，但是這些十人委員會的委员後來成了共和每年由平民會議所選出的低階長官（magistratus minores），并且成为二十六人團（的重要部分。
据蘇埃托尼烏斯與狄奥·卡西乌斯記載，在第一公民政治期間，奧古斯都移轉給十人委員會主持，在百人團的法庭。在帝國的法律下，十人委員會在應處死刑的案件中具備管轄權。

## 十人委員會獻祭實行
這種型態的十人委員會（也叫做decemviri sacrorum），具備宗要的功能，而且是平民的主張去公平分享的結果，在國家宗教的管理中（十人委員會，五位是平民，五位是貴族）。他們最初被指派，在公元前367年，代替貴族的兩人（duumviri），他們負責《西卜林书》的看管與諮詢，以及阿波羅競賽會的慶祝。身份資格，在這教士的團體同僚（collegium）中，是終身的，而且團體同僚已增加至十五人團 -- 那就是，一個十五人成員的團體同僚 -- 而且於是重新命名在共和的最後百年中，可能被獨裁官蘇拉；獨裁官蓋烏斯·尤力烏斯·凱撒添加一個第十六位的成員，但是這項先例未被跟隨。

## 十人委員會公共土地分配
這種型態的十人委員會，時時被指派，去控制公共土地（ager publicus）的分配。